# Generator (singel)
Generator – singel zespołu Foo Fighters z albumu There Is Nothing Left to Lose. Został wydany w Australii oraz jako limitowana edycja w Europie w 2000. Zajął 31. miejsce na australijskiej liście ARIA Charts.

## Lista utworów

### Edycja australijska
1. „Generator”
2. „Learn To Fly” (Live 24 January 2000 Sydney, Australia)
3. „Stacked Actors” (Live 24 January 2000 Sydney, Australia)
4. „Breakout” (Live 23 November 1999 Glasgow Barrowlands, Scotland)

### Edycja europejska
1. „Generator”
2. „Ain’t It The Life” (Live Acoustic Version)
3. „Floaty” (Live Acoustic Version)
4. „Fraternity”
5. „Breakout” (Live)